# Erethistes
Erethistes es un género de peces actinopeterigios de agua dulce, distribuidos por ríos y lagos de Asia.

## Especies
Existen solamente dos especies reconocidas en este género:
- Erethistes nareshi (Mahapatra y Kar, 2015)
- Erethistes pusillus Müller y Troschel, 1849